# تصمیم‌گیری مشترک در پزشکی

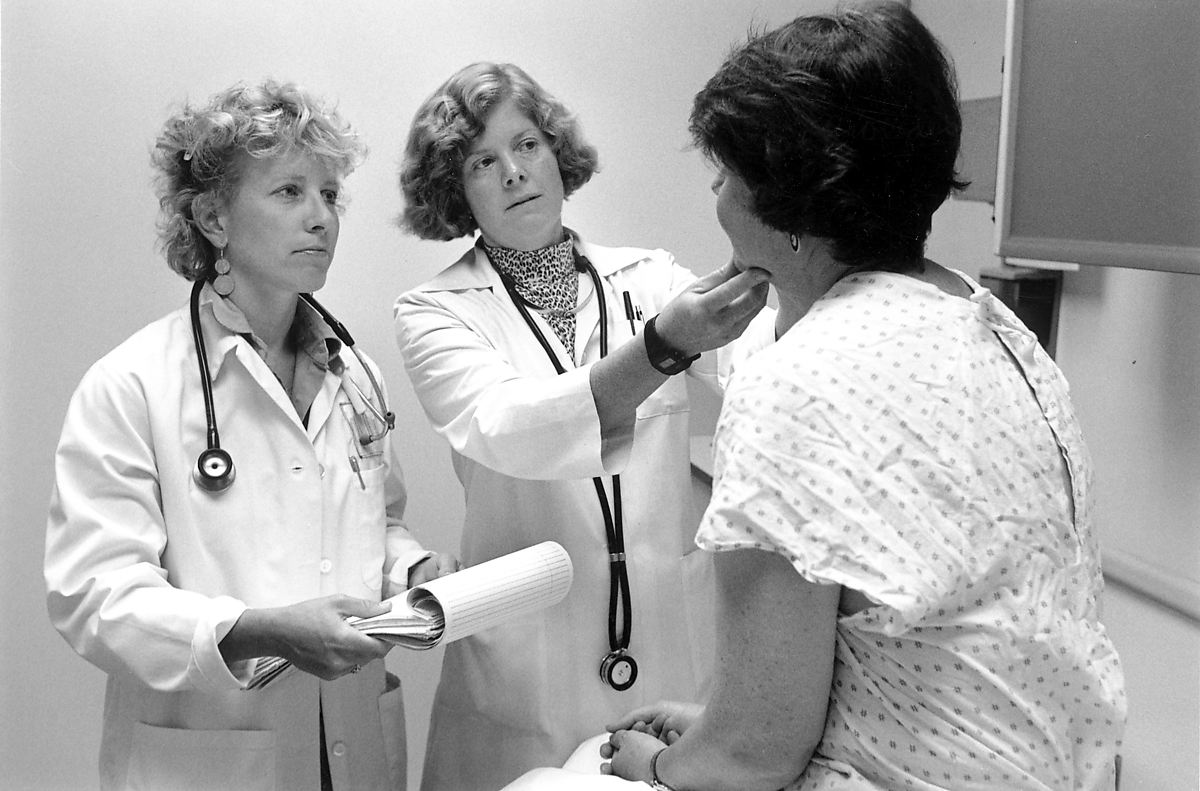

تصمیم‌گیری مشترک در پزشکی (SDM) فرایندی است که هم بیمار و هم پزشک در فرایند تصمیم‌گیری پزشکی مشارکت دارند. ارائه دهندگان مراقبت‌های بهداشتی، درمان‌ها و جایگزین‌ها را به بیماران برای ارائه منابع ضروری به آن‌ها جهت انتخاب گزینه درمان که بهترین سازگاری را با باورهای شخصی و فرهنگی آن‌ها دارد، توضیح می‌دهند. در مقابل SDM، سیستم مراقبت‌های زیست پزشکی سنتی پزشکان را در موقعیتی قرار می‌دهد که در آن بیماران نقش مهمی در مراقبت دارند. پزشکان به بیماران در مورد آنچه باید انجام دهند، دستور می‌دهند و بیماران اغلب توصیه پزشکان را پیروی می‌کنند.

## تاریخچه
یکی از اولین نمونه‌هایی که عبارت تصمیم‌گیری مشترک در آن به کار رفته بود، گزارشی تحت عنوان «کمیسیون ریاست جمهوری برای مطالعه مشکل‌ها اخلاقی در مطالعه‌ها پزشکی و بیومدیکال» بود. این کار براساس علاقه‌مندی به بیمار و تأکید بیشتر بر شناخت خودمختاری بیمار در تعامل‌ها مراقبت‌های بهداشتی از دهه ۱۹۷۰ ایجاد شده‌است. حتی برخی ادعا می‌کنند یک تغییر کلی پارادایم در دهه ۱۹۸۰ رخ داده که در آن بیماران در تصمیم‌گیری‌های پزشکی بیشتر از قبل مورد توجه بوده‌اند. برای مثال، بررسی اخیر مطالعه‌ها مشارکت ۱۱۵ بیمار نشان داد که اکثر پاسخ دهندگان ترجیح می‌دهند در تصمیم‌گیری پزشکی تنها در ۵۰٪ مطالعه‌ها قبل از سال ۲۰۰۰ مشارکت کنند، در حالی که ۷۱٪ از مطالعه‌ها بعد از سال ۲۰۰۰ نشان می‌دهند که اکثر پاسخ دهندگان خواهان مشارکت هستند.
چارلز و همکاران، مجموعه ای از اصول تصمیم‌گیری مشارکتی را شرح دادند که «حداقل دو نفر شرکت کننده یعنی پزشک و بیمار در آن درگیر هستند، هر دو طرف اطلاع را به اشتراک می‌گذارند، هر دو طرف اقدام‌هایی را برای ایجاد یک توافق در مورد درمان ترجیحی انجام می‌دهند، و توافقی برای پیاده‌سازی درمان به دست می‌آید.» این اصول در نهایت پذیرفته می‌شوند، اما اصل آخر از سوی دیگران در این زمینه به‌طور کامل پذیرفته نمی‌شود. دیدگاه که قابل قبول است موافقت یا مخالفت نیز به عنوان نتیجه قابل قبول تصمیم‌گیری مشترک به‌شمار می‌رود.

## استقلال بیمار و رضایت آگاهانه
فرض اساسی SDM استقلال بیمار است. این که بیماران دارای ارزش‌های شخصی هستند که تفسیر آن‌ها از خطرها و مزایا را متفاوت از یک پزشک تحت تأثیر قرار می‌دهد، توسط این مدل به رسمیت شناخته شده‌است. اغلب، بیش از یک گزینه وجود دارد، بدون انتخاب روشنی که بهترین گزینه است که زمانی روی می‌دهد که تصمیم‌گیری در مورد شرایط حساس در اولویت است. به عنوان مثال، در شرایط خاص، دیدگاه پزشک ممکن است با تصمیم‌هایی که بیشتر با ارزش‌ها، قضاوتها و نظرهای بیمار مطابقت دارد، متفاوت باشد. هم چنین یک پزشک ممکن است به وسیلهٔ انگیزه‌های مالی مانند هزینه خدمت‌ها تحت تأثیر قرار گیرد؛ بنابراین، رضایت آگاهانه در مرکز تصمیم‌گیری مشترک قرار دارد. بدون درک کامل مزایا و معایب تمامی گزینه‌های درمان، بیماران نمی‌توانند در تصمیم‌گیری بر اساس ارزش‌ها و باورهای شخصی خود شرکت کنند.
عواملی که مشارکت را پیش‌بینی می‌کنند
برخی از ویژگی‌های بیمار وجود دارد که بر میزان دخالت تأثیر می‌گذارد. تحقیقها نشان می‌دهد که زنان بیماری که جوانتر و تحصیل کرده و دارای بیماری شدیدتری نسبت به سایر بیماران هستند، بیشتر احتمال دارد که در تصمیم‌های پزشکی شرکت کنند. به عبارت دیگر، افزایش سن منجر به کاهش میل به مشارکت می‌شود، در حالی که سطح بالاتری از آموزش، سطح مشارکت را افزایش می‌دهد. با این حال، تحقیقها دیگر، شواهد متناقضی برای تأثیر سن بر سطح مشارکت ارائه کرده‌است. یک مطالعه نشان داد که سن به‌طور معکوس با سطوح مشارکت ارتباطی ندارد، علاوه بر این، سطوح عددی ممکن است نقش مهمی در SDM داشته باشد. تحقیقها اخیر نشان داده‌است که به‌طور کلی، افراد دارای سن کم در آلمان و ایالات متحده ترجیح می‌دهند که نقش منفعل تری نسبت به همتایان بالغ خود داشته باشند. به این معنا که افرادی که به اندازه عددی و آمار دقیق نباشند، به پزشکان خود اجازه می‌دهند تصمیم‌ها پزشکی را بدون در نظر گرفتن بسیاری از بیماران اتخاذ کنند. با این حال، به‌طور کلی، آمریکایی‌ها نسبت به آلمانی‌ها نقش فعال تری با انجام فعالیت‌هایی مانند پرسش‌های پیگیری و تحقیقها در مورد گزینه‌های درمان، در روابط بین پزشک و بیمار بازی می‌کنند. علاوه بر این، تحقیقها نشان می‌دهد که نژاد نقش مهمی در اینکه آیا یک بیمار مشارکت می‌کند یا خیر بازی می‌کند. اگرچه بیماران سیاه‌پوست گزارش می‌دهند که در تصمیم‌گیری‌های مشترک کمتر از بیماران سفیدپوست شرکت می‌کنند، مطالعه‌ها نشان داده‌اند که بیماران سیاه‌پوست مایل به مشارکت فقط با همتایان سفیدپوست خود هستند و احتمال بیشتری برای گفتگو دربارهٔ مراقبت‌های بهداشتی خود با آن پزشکان دارند.
جالب توجه است افرادی که میزان بالاتری از سلامت خود دارند، احتمال بیشتری دارند که نقش تصمیم‌گیری غیرفعال در تصمیم‌گیری پزشکی را نسبت به افرادی که میزان کمتری در سلامت قرار دارند، داشته باشند. محققان Arora و McHorney معتقدند که این یافته ممکن است در نتیجه نگرانی آن‌ها در مورد سلامت در میان کسانی که میزان بالایی از سلامت دارند و منجر به تمایل به اجازه متخصص می‌شود، باشد که به جای خود، تصمیم‌گیری‌های پزشکی مهم است.
شواهدی وجود دارد که نشان می‌دهد بیماران در زمان واقعی و دسترسی نامحدود به سوابق پزشکی خود، درک خود از سلامت را افزایش داده و توانایی خود برای مراقبت را بهبود می‌بخشند.

## مدل‌ها

### مدل گزینه
الوین و همکاران مجموعه ای از صلاحیت‌ها برای تصمیم‌گیری مشترک را شرح می‌دهد که شامل مراحل بیان مسئله ای است که نیاز به تصمیم‌گیری دارد، تصویربرداری از هماهنگی و عدم اطمینان در مورد بهترین مسیر عمل بوده و به این ترتیب منجر به نیاز به ارائه اطلاع‌ها در مورد ویژگی‌های گزینه‌های در دسترس و پشتیبانی از یک فرایند مشورتی می‌باشد. مقیاس ارزیابی برای اندازه‌گیری میزان درگیری بالینی پزشکان در تصمیم‌گیری ارائه شده که به زبان‌های هلندی، چینی، فرانسوی، آلمانی، اسپانیایی و ایتالیایی ترجمه شده‌است. یک مدل مذاکره ای که اخیراً پیشنهاد شده‌است، سه مرحله متفاوت را ترکیب کرده‌است: تیم، گزینه و مذاکره تصمیم. در ابتدای این مراحل، کار پزشکان برای ایجاد یک رابطه حمایتی با بیمار به عنوان معرفی ایده تشخیص وجود اقدام‌ها جایگزین (گزینه‌ها)، تشکیل یک تیم با بیمار و خانواده اوست. در مرحله دوم، کار این است که گزینه‌ها را به روشنی معرفی کنیم، توصیف و توضیح مزایا و آسیب‌ها ممکن است جزو احتمال‌ها باشد - این گزینه مذاکره است. در مرحلهٔ آخر، ترجیح‌ها بیماران ساخته می‌شوند، استخراج و یکپارچه می‌شوند - این بحث تصمیم است. بر اساس این مدل، یک نسخه کوتاهتر ۵ آیتمی گزینه مشاهده گر ناظر منتشر شده‌است.

### مدل اکولوژیکی
مدل اکولوژیکی SDM، پیشنهاد شده توسط Cegala و بر اساس تحقیقها قبلی استریت، شامل چهار جزء اصلی SDM است که نخستین آن، جستجوی اطلاع‌ها می‌باشد. ارزیابی این جزء شامل تعداد سؤال‌ها مربوط به سلامت است که بیمار در طول زمان‌هایی که از پزشکی برای تأیید اطلاع‌ها می‌پرسد، پرسیده می‌شود. نمونه‌هایی از تأیید اطلاع‌ها ممکن است شامل درخواست یک پزشک برای تکرار اطلاع‌ها یا خلاصه شدن آنچه پزشک گفته، می‌شود تا اطمینان حاصل شود که بیمار اطلاع هارا درک کرده‌است. جنبه دوم SDM، همان‌طور که توسط این مدل پیشنهاد شده‌است، سخنان تکراری است، که ممکن است شامل تهیه توصیه‌هایی به پزشکان، بیان دیدگاه یا اولویت، یا بیان عدم توافق باشد. سومین جزء مدل، ارائه اطلاع‌ها علائم، تاریخچه پزشکی و عوامل روانشناختی با یا بدون نتیجه‌گیری از پزشک است. جزء نهایی SDM بیان نگرانی از جمله پاسخ‌های عاطفی مانند اضطراب، نگرانی یا احساس منفی است. میزان مشارکت را می‌توان بر اساس این که چگونه بیمار این چهار رفتار کلی را نشان می‌دهد، تعیین کرد.

## کمک‌های تصمیم
SDM به‌طور فزاینده ای به استفاده از کمک‌های تصمیم‌گیری برای کمک به بیماران در انتخاب بهترین گزینه درمان متکی است. کمک‌های تصمیم‌گیری بیمار، که ممکن است شامل جزوه‌ها، فیلم‌ها یا نوارهای صوتی یا رسانه‌های تعاملی باشد، روابط بیمار و پزشک را افزوده و به بیمار در تصمیم‌گیری‌های پزشکی کمک می‌کند که بیشتر با ارزش‌ها و ترجیح آن‌ها مطابقت می‌کند. به تازگی، نرم‌افزارهای تعاملی یا وب سایت‌های اینترنتی کمک کرده‌است تا جدایی بین پزشک و بیماران ترمیم شود. تحقیقها اخیر نشان داده‌است استفاده از کمک‌های تصمیم‌گیری ممکن است اعتماد بیماران به پزشکان افزایش یابد، در نتیجه، روند تصمیم‌گیری مشترک را تسهیل می‌کند.
همکاری استانداردهای کمک تصمیم‌گیری بیمار بین‌المللی (IPDAS)، گروهی از محققان به رهبری آنت اوکانر در کانادا و گلین الوین در انگلستان، مجموعه ای از استانداردها را منتشر کرده‌است که نشان دهنده تلاش بیش از ۱۰۰ شرکت‌کننده از ۱۴ کشور در سراسر جهان در راستای تعیین کیفیت کمک‌های تصمیم‌گیری بیمار، کمک‌کننده خواهد بود. این گزارش مشخص کرد که اجزای خاصی از کمک از قبیل ارائه اطلاع‌ها در مورد گزینه‌ها، استفاده از داستان‌های بیمار و افشای تعارض‌ها علایق وجود دارد، که به بیماران و پزشکان بهداشت کمک می‌کند تا محتوا، روند توسعه و اثربخشی کمک‌های تصمیم‌گیری را ارزیابی کنند.

## اجرا
با تأمین منابع مالی تأکید بر ترجمه دانش، یعنی اطمینان حاصل شود که تحقیقها علمی در تغییرها در عمل رخ می‌دهد، محققان در تصمیم‌گیری مشترک در مورد اجرای SDM یا ایجاد آن متمرکز شده‌اند. بر اساس مطالعه‌ها موانع تصمیم‌گیری مشترک درک شده توسط متخصصین و بیماران، بسیاری از محققان در حال ایجاد برنامه‌های آموزشی مبتنی بر نظریه، کمک‌های تصمیم‌گیری و ارزیابی نتایج آن‌ها هستند. کانادا یک صندوق تحقیقهایی را تأسیس کرده‌است که متشکل از روش‌های عملی برای ترویج و اجرای تصمیم‌گیری مشترک در کل حوزه سلامت است.
اگر چه بیمارانی که در تصمیم‌گیری در مورد سلامت خود دخالت دارند، پیامدهای بهتری بدست می‌آورند، متخصصان مراقبت از سلامت به ندرت آن‌ها را در این تصمیم‌ها دخیل می‌کنند. بررسی اخیر Cochrane به روز شده در حال جمع‌آوری شواهدی از مداخله‌ها مختلف است که می‌تواند برای کمک به متخصصان مراقبت‌های بهداشتی بکار گرفته شود تا اقدام‌ها لازم را برای جذب بیماران در فرایند تصمیم‌گیری سلامت انجام دهند. در این بررسی از مطالعه‌ها آزمایش مداخله‌ها برای کمک به متخصصان مراقبت‌های بهداشتی، شیوه‌هایی برای درگیری بهتر بیماران در فرایند تصمیم‌گیری، پنج مطالعه شناسایی شده‌اند. این بررسی نشان می‌دهد که جلسه‌ها آموزشی، بازخورد متخصصین مراقبت‌های بهداشتی، ارائه مواد آموزشی متخصصین مراقبت‌های بهداشتی و استفاده از کمک‌های تصمیم‌گیری بیمار، برخی از تکنیک‌هایی است که مورد آزمایش قرار گرفته و ممکن است مفید باشد. با این حال، بررسی موجود تعیین نکرد که کدامیک از این‌ها بهترین می‌باشد. این بررسی برخی از پیشنهادهای خود را ارائه کرده مبنی بر این که چگونه مطالع‌ها تحقیقهایی می‌تواند به ارزیابی متخصصان مراقبت‌های بهداشتی مربوط به بیماران در فرایند تصمیم‌گیری در مورد سلامت کمک کند تا بتوانیم این را در آینده درک کنیم. همچنین نیاز به وضوح مفهومی بیشتری وجود دارد. مشارکت بیماران در تصمیم‌گیری، تعریف فرایندی است که می‌تواند در طول زمان و در بسیاری از مواقع رخ دهد. به نظر می‌رسد در بخش عمده ای از متون، فرض بر این است که دستیابی به تصمیم‌گیری مشترک، تصمیم‌گیری در مورد دادن اطلاع کافی توسط متخصصان مراقبت‌های بهداشتی است.
کانادا، آلمان و ایالات متحده آمریکا
متخصصان بهداشت حرفه‌ای در تصمیم‌گیری‌های مشترک، توجه سیاست گذاران را جلب می‌کنند تا زمانی که این پتانسیل را برای رفع مشکل‌های مزمن در سیستم‌های بهداشتی مانند مصرف بیش از حد دارو یا آزمایش‌های غربالگری نشان دهند. یکی از برنامه‌هایی که برای پزشکان مراقبت‌های اولیه در کبک، کانادا طراحی شده، نشان داد که تصمیم‌گیری مشترک می‌تواند استفاده از آنتی‌بیوتیک‌ها را برای مشکل‌ها تنفسی حاد (آسیب‌های گوش، سینوزیت، برونشیت و غیره) کاهش دهد که اغلب از طریق ویروس‌ها ایجاد می‌شود و به آنتی‌بیوتیک‌ها پاسخ نمی‌دهند.
در حالی که برخی از مکاتب پزشکی (به عنوان مثال در آلمان، انگلستان و کانادا) در حال حاضر دربرگیرنده برنامه‌های آموزشی در برنامه‌های رزیدنتی خود هستند، تقاضا برای برنامه‌های آموزشی تصمیم‌گیری مشترک توسط دانشکده‌های پزشکی و ارائه دهندگان آموزش حرفه‌ای مستمر وجود دارد (مانند مجوزهای پزشکی). فهرست ۲۰۱۲ برنامه‌های موجود (به‌طور مرتب به روز شده) نشان می‌دهد که آن‌ها به‌طور گسترده در آنچه ارائه می‌کنند و به ندرت ارزیابی می‌شوند، بسیار متفاوت هستند. این مشاهده‌ها منجر به تلاش بین‌المللی برای تهیه فهرست مهارت‌های لازم برای تصمیم‌گیری مشترک و تعیین اولویت آن‌ها شد. این تلاش، بحث در میان محققان را در مورد اینکه چه صلاحیت‌های اصلی باید آموزش داده شود و چگونه باید اندازه‌گیری شوند، مطرح کرد، که این سؤال‌ها اساسی را مطرح کرد: تصمیم‌گیری مشترک دقیقاً چیست، آیا تصمیم‌ها همیشه باید به اشتراک گذاشته شوند، و چگونه می‌توان آن را دقیقاً ارزیابی کرد؟
هاروی فیینبرگ، رئیس مؤسسه پزشکی ایالات متحده، پیشنهاد کرده‌است که تصمیم‌ها مشترک باید توسط نیازهای خاص و ترجیح بیمار شکل گرفته باشد، که ممکن است برای فراخوانی یک پزشک برای پذیرش کامل مسئولیت تصمیم‌گیری، یا از سوی دیگر، برای پشتیبانی و هدایت به وسیلهٔ پزشک برای اخذ تصمیم کاملاً مستقل باشد. این نشان می‌دهد که، همانند مداخله، که باید با سبک و ترجیح بیمار مطابقت داشته باشد، ترجیح بیمار برای میزان دخالت نیز باید مورد توجه قرار گیرد و به آن احترام گذاشته شود.

## انگلستان
هدف از برنامه تصمیم‌گیری مشترک در برنامه مراقبت، تصحیح تصمیم‌گیری مشترک در مراقبت NHS است. این بخشی از آرزوهای وسیع تر برای ارتقای مراقبت از بیماران محسوب می‌شود، که برای افزایش انتخاب بیمار، استقلال و مشارکت در تصمیم‌گیری بالینی و «تصمیم‌گیری در مورد من بدون من» یک واقعیت است. برنامه تصمیم‌گیری مشترک، بخشی از برنامه مراقبت از بهبود کیفیت و پیشگیری (QIPP) است. در سال ۲۰۱۲، این برنامه وارد یک مرحله جدید هیجان انگیز شد و از طریق سه جریان کاری، تصمیم‌ها مشترک در میان بیماران و کسانی که از آن‌ها حمایت می‌شود، و متخصصان بهداشت و مربیان آن‌ها را هدف گذاری کرد. یکی از اجزای برنامه ملی، کار «اتحاد کیفیت پیشرفت» (AQuA) است که با ایجاد فرهنگ پذیرش برای تصمیم‌گیری مشترک با بیماران و متخصصان بهداشت مشغول به کار هستند.

## اندازه‌گیری
تعدادی از محققان در این زمینه مقیاس‌هایی برای اندازه‌گیری دارند که تا چه حد تصمیم‌گیری مشترک را در برخورد بالینی و اثر آن از دیدگاه بیماران یا متخصصان مراقبت‌های بهداشتی یا هر دو یا از منظر ناظران بیرونی انجام می‌دهند. هدف از این مقیاس جهت استفاده از این دانش برای متقاعد کردن متخصصان مراقبت‌های بهداشتی برای تمرین آن، این است که کشف کنیم چه اتفاقی در تصمیم‌گیری مشترک و به چه میزان روی می‌دهد. بر اساس این مقیاس‌ها، ابزارهای ساده ای برای کمک به پزشکان جهت درک بهتر نیازهای تصمیم‌گیری بیماران طراحی شده‌اند. یکی از ابزارهایی که تأیید شده، SURE یک پرسشنامه سریع برای اجرا در کلینیک‌های شلوغ است که بیماران در مورد تصمیم درمانی (اختلال تصمیم‌گیری) احساس راحتی نمی‌کنند. SURE مبتنی بر مقیاس تعارض تصمیم‌گیری O'Connor است که معمولاً برای ارزیابی کمک‌های تصمیم‌گیری بیمار استفاده می‌شود. چهار پرسش «بله یا خیر» در مورد اطمینان، درک اطلاع، نسبت ریسک و سود و منابع مشاوره و تشویق است.
یکی دیگر از اقدام‌های پیشنهادی، سه جزء زیر را در رفتار بیمار محور بررسی می‌کند: توانایی عمومی پزشک برای مفهوم سازی هر دو کسالت و بیماری در رابطه با زندگی بیمار؛ پزشکان در حال بررسی زمینه کامل بیماری در محیط زندگی بیمار (مانند کار، حمایت اجتماعی، خانواده) و رشد شخصی؛ توانایی پزشکان برای دستیابی به اهداف مشترک و استراتژی‌های مدیریتی، ماهیت مشکل‌ها و اولویت‌ها و نقش پزشک و بیمار در این زمینه می‌باشد.
تحقیقهای پیشین نشان داد که افزایش رفتار بیمار محور توسط پزشکان منجر به انطباق بیشتر مراقبت‌های پزشکی در خانه بیمار مانند مصرف قرص می‌شود. به‌طور کلی، پزشکان در ارتباط بیمار محور بیشتر هنگامی که با بیماران با مشارکت بالا نسبت به بیماران با مشارکت پایین گفتگو می‌کنند، بیشتر درگیر هستند. با این حال، هنگامی که بیمار یک پزشک را از همان نژاد می‌بیند، بیمار اینگونه درک می‌کند که پزشک نسبت به پزشکی با نژاد مختلف، با بیمار درگیر است.

## گستره
محققان در تصمیم‌گیری مشترک به‌طور فزاینده ای توجه دارند که مشارکت در تصمیم‌گیری در مورد مراقبت‌های بهداشتی، همیشه به یک بیمار و یکی از متخصصان مراقبت‌های بهداشتی در یک محیط بالینی محدود نمی‌شود. اغلب بیش از یک متخصص مراقبت‌های بهداشتی در تصمیم‌گیری دخیل هستند، مانند تیم‌های حرفه‌ای که در مراقبت از یک فرد سالخورده هستند که ممکن است در یک زمان چندین مشکل بهداشتی داشته باشند. مثلاً بعضی از محققان این نکته تمرکز می‌کنند که چگونه تیم‌های حرفه‌ای می‌توانند تصمیم‌گیری‌های مشترک را در میان خود و بیماران شان انجام دهند. محققان همچنین تعریف تصمیم مشترک را گسترش می‌دهند تا شامل یک همسر بیمار، مراقب خانواده و دوستان خود، به خصوص اگر آن‌ها مسئول دادن دارو، حمل و نقل یا پرداخت صورتحساب باشند. تصمیم‌هایی که آن‌ها را نادیده می‌گیرند ممکن است بر مبنای گزینه‌های واقع گرایانه نباشد یا از طریق آن‌ها پیگیری نشود. تصمیم‌گیری‌های مشترک در حال حاضر در حوزه‌هایی از مراقبت‌های بهداشتی اعمال می‌شود که مفاهیم اجتماعی وسیع تر را شامل می‌شوند، مانند تصمیم‌هایی که افراد سالخورده و مراقبان آن‌ها در مورد اقامت در خانه یا اخذ امکان مهی مراقبت با آن مواجه می‌شوند.

## توانمندسازی بیمار
توانمندسازی بیماران، بیماران را قادر می‌سازد تا در تصمیم‌گیری‌های مربوط به مراقبت‌های بهداشتی خود نقش فعال داشته باشند. توانمندسازی بیمار به بیمارانی نیاز دارد که مسئولیت مراقبت و جنبه‌های آن از قبیل ارتباط محترمانه با پزشکان و ارائه دهندگان دیگر، ایمنی بیمار، جمع‌آوری مدارک، مصرف گرایی هوشمند، تصمیم‌گیری مشترک و غیره را بپذیرند. مطالعه EMPAThiE یک بیمار توانمند را به عنوان بیماری تعریف می‌کند که «... بر مدیریت وضعیت خود در زندگی روزمره کنترل دارند. آنها تلاش به بهبود کیفیت زندگی خود می‌کنند و برای تنظیم رفتار نیاز به دانش، مهارت، نگرش و خودآگاهی لازم و همکاری با دیگران در صورت لزوم برای رسیدن به رفاه مطلوب دارند.»
کشورهای مختلف قوانینی را تصویب کرده و کمپین‌های متعددی را برای بالا بردن آگاهی از این مسائل در نظر گرفته‌اند. به عنوان مثال، قانونی در تاریخ ۲ مارس ۲۰۰۲ در فرانسه با هدف «دموکراسی سلامتی» تصویب شد که در آن حقوق و مسئولیت‌های بیمار بازبینی شده و به بیماران فرصتی برای کنترل سلامتی خود می‌داد. قوانین مشابهی در کشورهایی مانند کرواسی، مجارستان و کاتالونیا به تصویب رسیده‌است. در همان سال، بریتانیا مجازاتی تصویب کرد که در آن مسئولیت‌های خود در زمینه مراقبت‌های بهداشتی را به بیماران یادآوری کند.
در سال ۲۰۰۹، کمپین‌های بریتانیایی و استرالیا راه اندازی شد تا هزینه‌های سبک زندگی ناسالم و نیاز به فرهنگ مسئولیت را برجسته کند. اتحادیه اروپا این مسئله را جدی گرفته و از سال ۲۰۰۵، با مشارکت سازمان بهداشت جهانی به‌طور مرتب مسئله حقوق بیمار را با سیاست‌های مختلف بررسی کرده‌است. انجمنهای پزشکی مختلف نیز مسیری را برای توانمندسازی بیماران به وسیلهٔ حقوق یا اعلامیه‌ها دنبال کرده‌اند.

## مزایا
یک مطالعه اخیر نشان داده‌است افرادی که در تصمیم‌گیری مشترک شرکت می‌کنند بیشتر احساس امنیت می‌کنند و ممکن است احساس تعهد بیشتری نسبت به بهبود پیدا کنند. همچنین تحقیقها نشان داده‌است که SDM منجر به قضاوت‌های بالاتر از کیفیت مراقبت می‌شود. علاوه بر این، SDM منجر به افزایش خودکارآمدی در بیماران می‌شود که به نوبه خود منجر به نتایج بهتر سلامتی می‌شود. هنگامی که یک بیمار بیشتر در فرایند تصمیم‌گیری شرکت می‌کند، فراوانی رفتارهای خودمراقبتی نیز افزایش می‌یابد. رفتارهای خودمراقبتی به سه دسته گسترده تقسیم می‌شوند: رفتارهای بهداشتی (مانند ورزش)؛ رفتارهای مصرف‌کننده (مانند خواندن خطرها در مورد درمان جدید)؛ و استراتژی‌های مدیریت بیماری خاص. در یک مطالعه مشابه بر روی بیماران مبتلا به دیابت، فرد اطلاع ارائه شده توسط پزشک را نسبت به بیماری که در رفتارهای خود مراقبتی در خانه شرکت کرده‌است، بیشتر به یاد می‌آورد.
ارائه اطلاع به بیماران با خطر کرنری شخصی ممکن است به بهبود سطوح کلسترول در آن‌ها کمک کند. چنین یافته‌هایی به احتمال زیاد به بهبود تکنیک‌های خود مدیریت در پاسخ به بازخورد شخصی از پزشکان مربوط می‌شود. علاوه بر این، یافته‌های مطالعه دیگری نشان می‌دهد که استفاده از یک حسابگر ریسک قلبی عروقی منجر به افزایش مشارکت بیمار و رضایت از روند تصمیم‌گیری درمان و نتیجه و کاهش پشیمانی تصمیم‌گیری شده‌است.

## مشکل‌ها
برخی از بیماران مدل SDM را بهترین رویکرد برای مراقبت نمی‌دانند. یک مطالعه کیفی نشان داد که موانع SDM ممکن است شامل تمایل بیمار به اجتناب از مشارکت ناشی از فقدان کنترل درک شده بر وضعیت، عدم توانایی حرفه‌ای پزشکی در ایجاد ارتباط عاطفی با بیمار، تعامل بیش از حد با متخصص حرفه‌ای و متقاعد کننده، و کمبودهای ساختاری کلی در مراقبت‌هایی که ممکن است فرصتی برای بیمار برای کنترل وضعیت را تضعیف کند، باشد. علاوه بر این، عوامل غربالگری می‌تواند نقش مهمی در میزانی که بیمار با مشارکت در تصمیم‌های پزشکی احساس راحتی می‌کند، بازی کند. به عنوان مثال، افرادی که اضطراب خاصی را نشان می‌دهند، ترجیح می‌دهند که در تصمیم‌گیری پزشکی شرکت نکنند.
برای کسانی که در تصمیم‌گیری مشارکت دارند، معایبی بالقوه وجود دارد. همان‌طور که بیماران در فرایند تصمیم‌گیری شرکت می‌کنند، پزشکان ممکن است شواهد نامشخص یا نامعلومی در مورد خطر و مزایای یک تصمیم را بیابند. ارتباط نامعلوم علمی ممکن است منجر به نارضایتی تصمیم شود. منتقدان مدل SDM ادعا می‌کنند پزشکانی که تصمیم می‌گیرند فرضیه بیمار را مورد سؤال قرار ندهند و به چالش نکشند، به بیمارانی که به‌طور کلی کمتر از پزشک، متخصص و ماهر هستند، خدمت‌های پزشکی ارائه نمی‌دهند. پزشکانی که مشارکت بیمار را تشویق می‌کنند، می‌توانند به بیمار کمک کنند تا تصمیمی بگیرد که با ارزش‌ها و ترجیح وی هماهنگ باشد.

## کنفرانس‌ها
بسیاری از محققان و متخصصان در این زمینه هر دو سال یک بار در کنفرانس بین‌المللی تصمیم‌گیری مشترک (ISDM) شرکت می‌کنند که در آکسفورد در سال ۲۰۰۱، سوانسی در سال ۲۰۰۳، اتاوا در سال ۲۰۰۵، فریبورگ در سال ۲۰۰۷، بوستون در سال ۲۰۰۹، ماستریخت در سال ۲۰۱۱، لیما، پرو در سال ۲۰۱۳ و سیدنی، استرالیا در سال ۲۰۱۵ برگزار شد. تصمیم‌گیری مشترک در ارتباط نزدیک با بکارگیری از مداخله حمایتی تصمیم‌گیری دارد، هم چنین به عنوان کمک‌های تصمیم‌گیری شناخته شده‌است. بیشتر مطالعه تحقیقهای ی و اجرایی تا به امروز در کتاب «تصمیم‌گیری مشترک در مراقبت‌های بهداشتی: انتخاب بیمار مبتنی بر شواهد»، ویرایش دوم گردآوری شده‌است.
در ۱۲ تا ۱۷ دسامبر ۲۰۱۰، سمینار جهانی سالزبورگ، با مجموعه جلسه‌های متمرکز بر «بزرگترین منابع بی‌رویه در مراقبت‌های بهداشتی- اطلاع‌رسانی و درگیر کردن بیماران در تصمیم‌گیری در مورد مراقبت‌های بهداشتی خود» آغاز به فعالیت نمود. یافته‌های قدرتمندی در میان ۵۸ شرکت‌کننده از ۱۸ کشور بدست آمد: نه تنها از نظر اخلاقی، بیماران باید در تصمیم‌گیری در مورد مراقبت‌های پزشکی خود و خطرهای درگیر شوند، بلکه از نظر عملی - از طریق ارائه دقیق اطلاع‌ها و استفاده از کمک‌ها / مسیرهای تصمیم‌گیری - هزینه‌های آن را کاهش می‌دهد. تغییرها عملی غیرمنتظره- که یک حوزه ممکن است مداخله بیشتری نسبت به دیگری بدون نتایج بهتر داشته باشد- کاهش می‌یابد که گاهی اوقات چشمگیرتر است.
آژانس تحقیقها و کیفیت بهداشت و درمان (AHRQ) کنفرانس آیزنبرگ «متخصصان ارتباط مراقبت‌های بهداشتی، سواد بهداشتی، تصمیم‌گیری مشترک و زمینه‌های مرتبط گردهم می‌آیند تا … دیدگاه خود را در زمینه این که چگونه پیشرفت‌های علوم پزشکی می‌تواند به تصمیم‌گیری بالینی پیشرفته تبدیل شود و ارتباط سلامت بهبود بخشد، بیان می‌کنند.»